# Route nationale 2 (Norvège)
Pour les articles homonymes, voir Route nationale 2.
La route nationale 2 (en  norvégien : Riksvei 2, abrégé Rv2) est une route nationale en Norvège.

## Description
La route nationale 2 (Rv2) relie le centre d'Elverum et la frontière entre la Norvège et la Suède  à Morokulien à Eidskog.
La route nationale longe la rive est du fleuve Glomma d'Elverum à Kongsvinger, ensuite elle  continue vers le sud jusqu'au lac Sigernessjøen, puis traverse Matrand (en) et Skotterud (en), avant de passer au sud-est par Magnor (en) avant de se terminer à la frontière entre la Norvège et la Suède à Morokulien dans la commune d'Eidskog. 
En Suède, la route est prolongée par la route nationale 61 jusqu'à Karlstad. 
Le poste frontière de Morokulien est, après le poste frontière de Svinesund, le poste frontière le plus fréquenté entre la Norvège et la Suède.

## Galerie

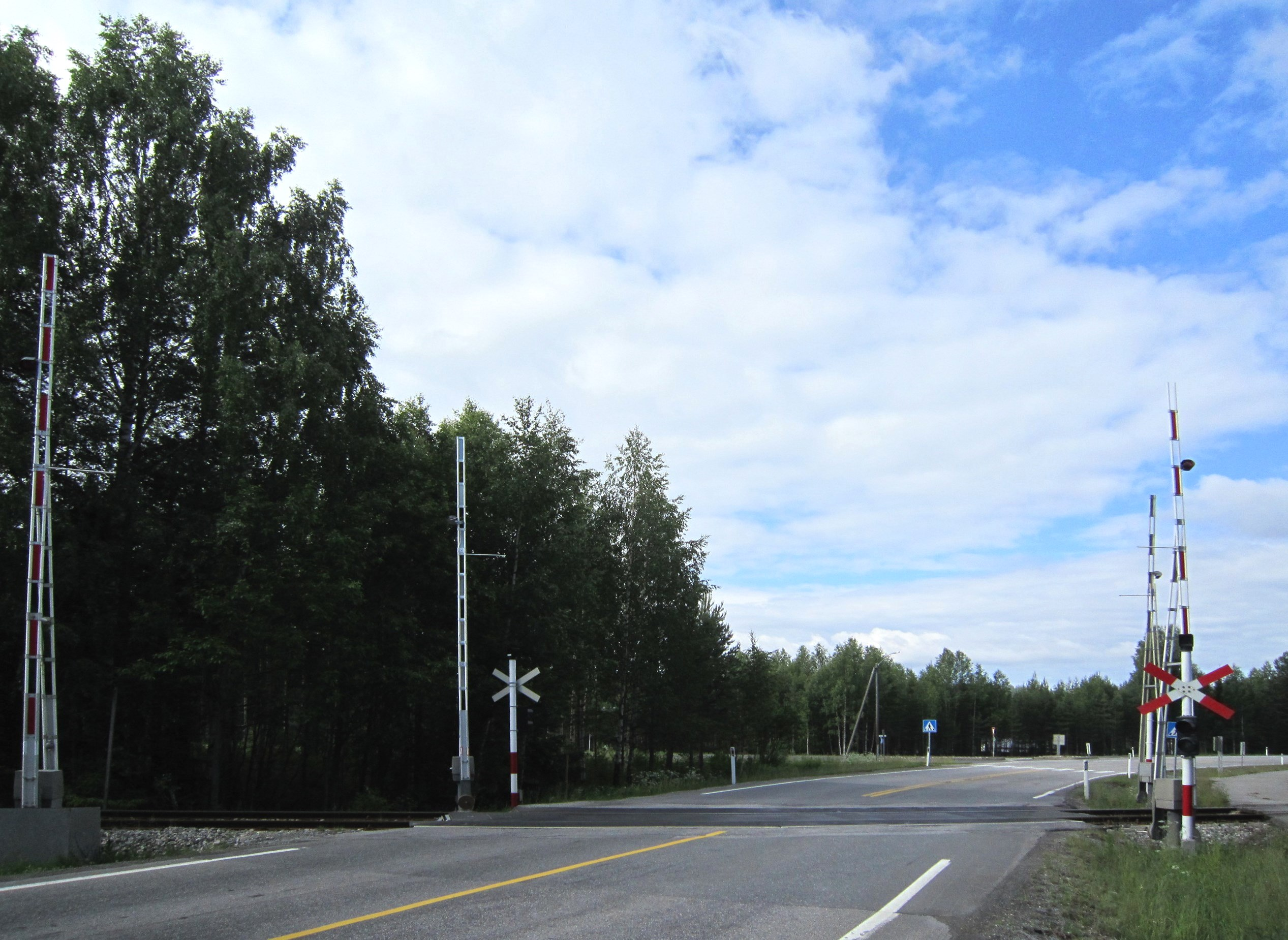
La route nationale 2 traverse la ligne de Solør à Jømna.
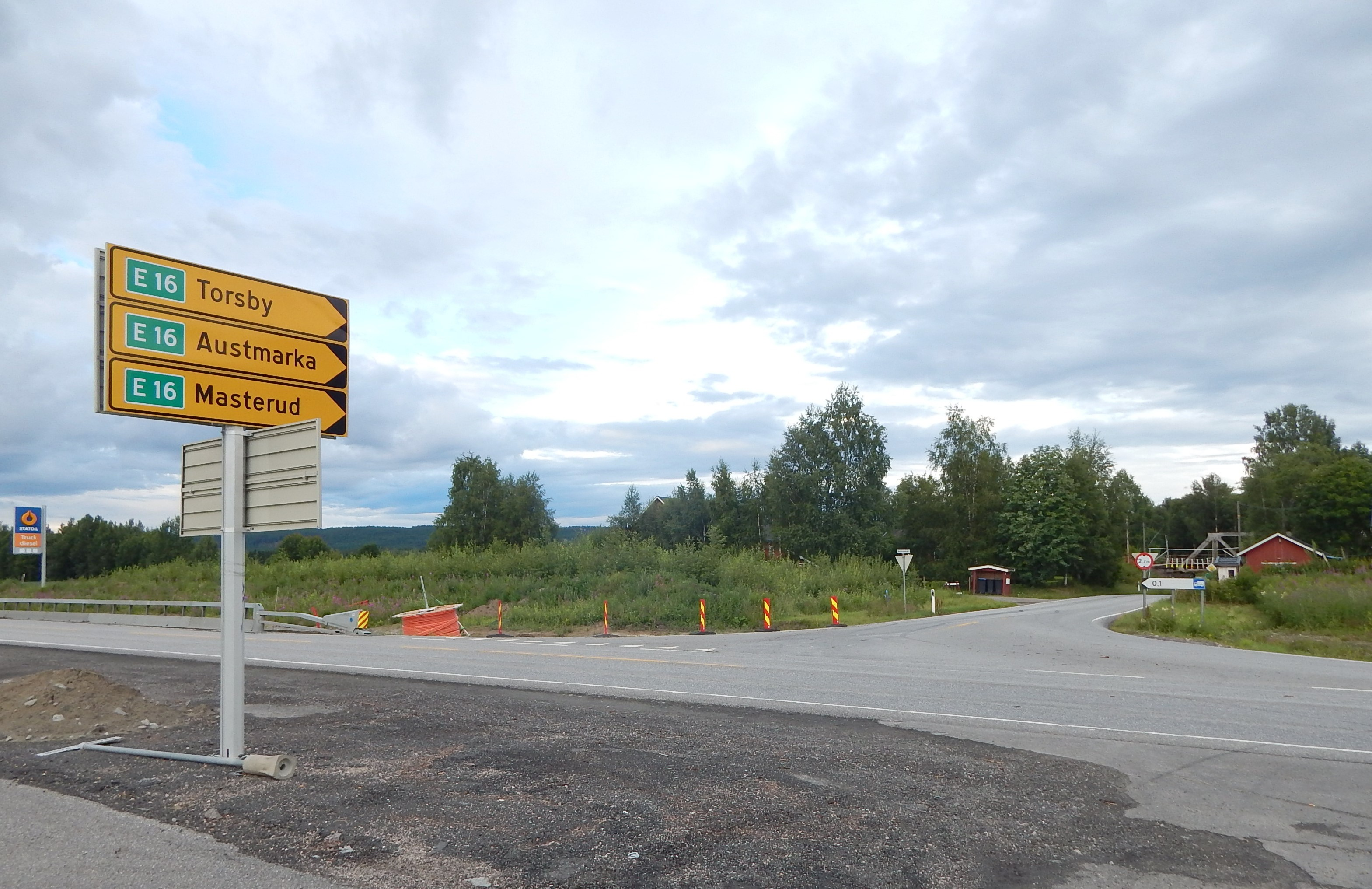
Croisement de la E16 et de la Rv2.